# Elachertus catta
Elachertus catta är en stekelart som först beskrevs av Walker 1839.  Elachertus catta ingår i släktet Elachertus och familjen finglanssteklar. Inga underarter finns listade i Catalogue of Life.